# Ouratea timehriensis
Ouratea timehriensis är en tvåhjärtbladig växtart som beskrevs av C. Sastre. Ouratea timehriensis ingår i släktet Ouratea och familjen Ochnaceae. Inga underarter finns listade i Catalogue of Life.